# Centar Simon Wiesenthal
Centar Simon Wiesenthal (engl. Simon Wiesenthal Center židovska je međunarodna nevladina organizacija sa sjedištem u Los Angelesu. Ime nosi po Simonu Wiesenthalu, progonitelju  nacionalsocijalista.
Organizacija je osnovana 1977. i sa sjedištem u Los Angelesu. Njegov je cilj zaštititi toleranciju i razumijevanje među ljudima kroz aktivno sudjelovanje te informiranjem i educiranjem društva. Bavi se i pitanjima rasizma, antisemitizma, terorizma i genocida. Centar je registriran kao nevladina organizacija pri UN, UNESCOa i Vijeću Europe.

## Vanjske poveznice
- Služena stranica
- Special Colllections